# Mak pośredni
Mak pośredni (Papaver hybridum L., ew. Roemeria  hispida (Lam.) Stace) – gatunek roślin z rodziny makowatych (Papaveraceae). Tradycyjnie klasyfikowany do szeroko ujmowanego rodzaju mak Papaver, ale też w XXI wieku włączany do rodzaju remeria Roemeria.

## Rozmieszczenie geograficzne
Rodzimy obszar jego występowania obejmuje Afrykę Północną i Makaronezję (Madera, Wyspy Kanaryjskie), dużą część Europy (Albania, Bośnia i Hercegowina, Bułgaria, Chorwacja, Grecja, Włochy, Czarnogóra, Macedonia, Serbia, Rumunia, Ukraina, Węgry, Słowacja, Hiszpania, Portugalia, Francja, Anglia), w Azji Kaukaz, Azję Zachodnią (Afganistan, Cypr, Egipt – Synaj, Iran, Irak, Izrael, Jordania, Liban, Syria, Turcja), w Azji Środkowej Turkiestan i Pakistan. Rozprzestrzenił się w Australii i Nowej Zelandii, w Argentynie i Chile w Ameryce Południowej, a także w niektórych częściach USA (Kalifornia, Karolina Południowa, Karolina Północna i Pensylwania). We florze Polski ma status efemerofita. Jako gatunek zawleczony podawany był dawniej tylko we Wrocławiu. Znajduje się w kolekcji niektórych ogrodów botanicznych, np. w Miejskim Ogrodzie Botanicznym w Zabrzu.

## Morfologia
ŁodygaWzniesiona, prosta, ulistniona, zazwyczaj rozgałęziona o wysokości (10)20–50 cm.
LiścieOwłosione, pojedynczo lub podwójnie pierzastodzielne. Dolne liście zwykle na ogonkach, górne siedzące.
KwiatyDuże, pojedyncze, na długich szypułkach. Pączki kwiatowe zwieszone, przy otwieraniu się wyprostowują. Działki kielicha są dwie, rzadko trzy, szybko odpadają. Płatki zazwyczaj są 4, rzadko 6. Pręciki liczne. Znamiona w postaci promieni na wypukłej tarczy znamionowej osadzonej na zalążni (brak szyjki słupka). Płatki kwiatowe purpurowoczerwone, szersze od torebki. Nitki pręcików maczugowato rozszerzone, zalążnia szczeciniasto owłosiona.
OwoceJajowato-kulista i szczeciniasto owłosiona torebka o długości 1–1,3 cm z wypukłą tarczą znamienia.

## Biologia i ekologia
Roślina jednoroczna. Kwitnie od maja do lipca. W Polsce rośnie na polach i siedliskach ruderalnych, Liczba chromosomów 2n = 14. Zawiera sok mleczny oraz różnorodne alkaloidy, zwłaszcza opiaty.

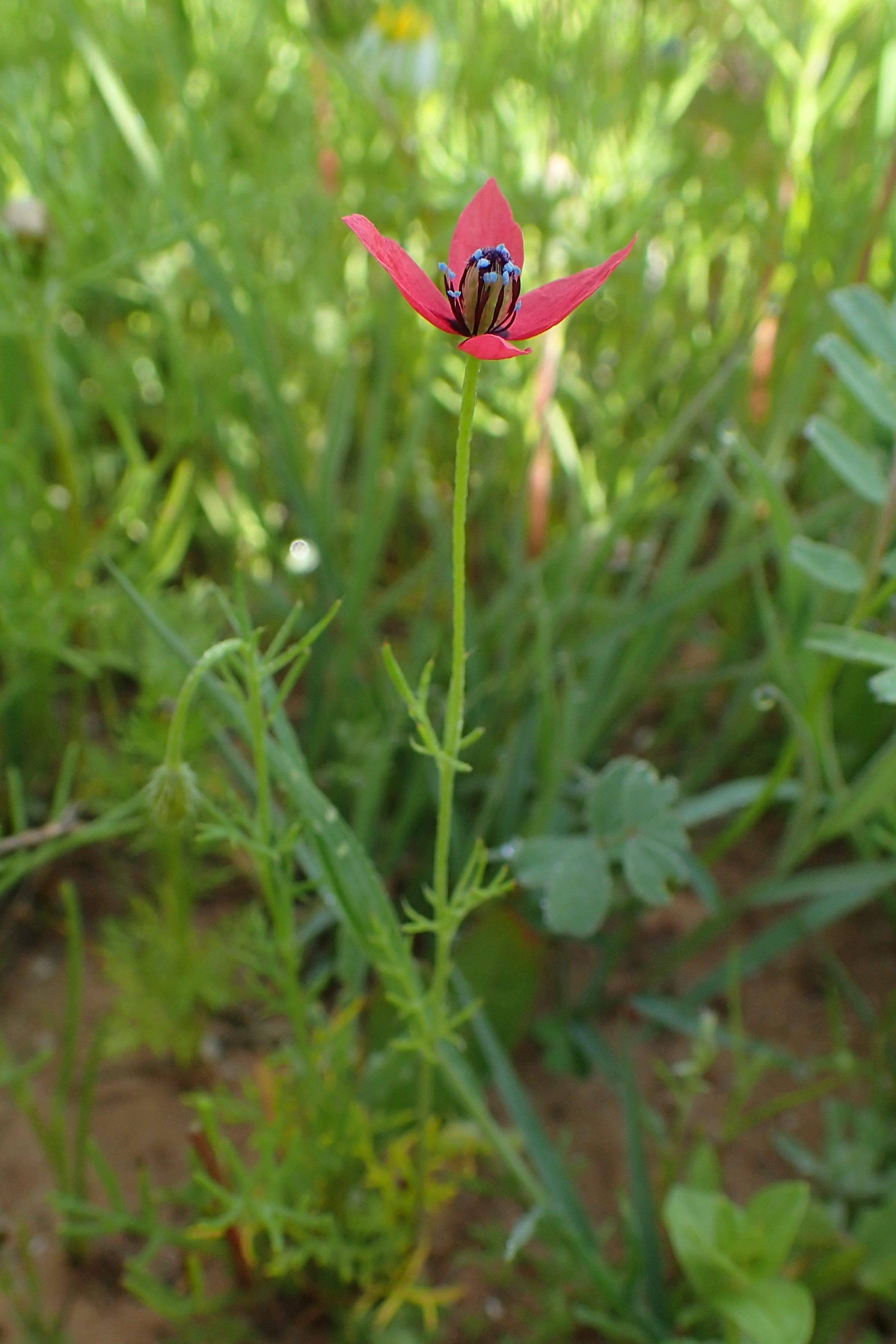
Pokrój
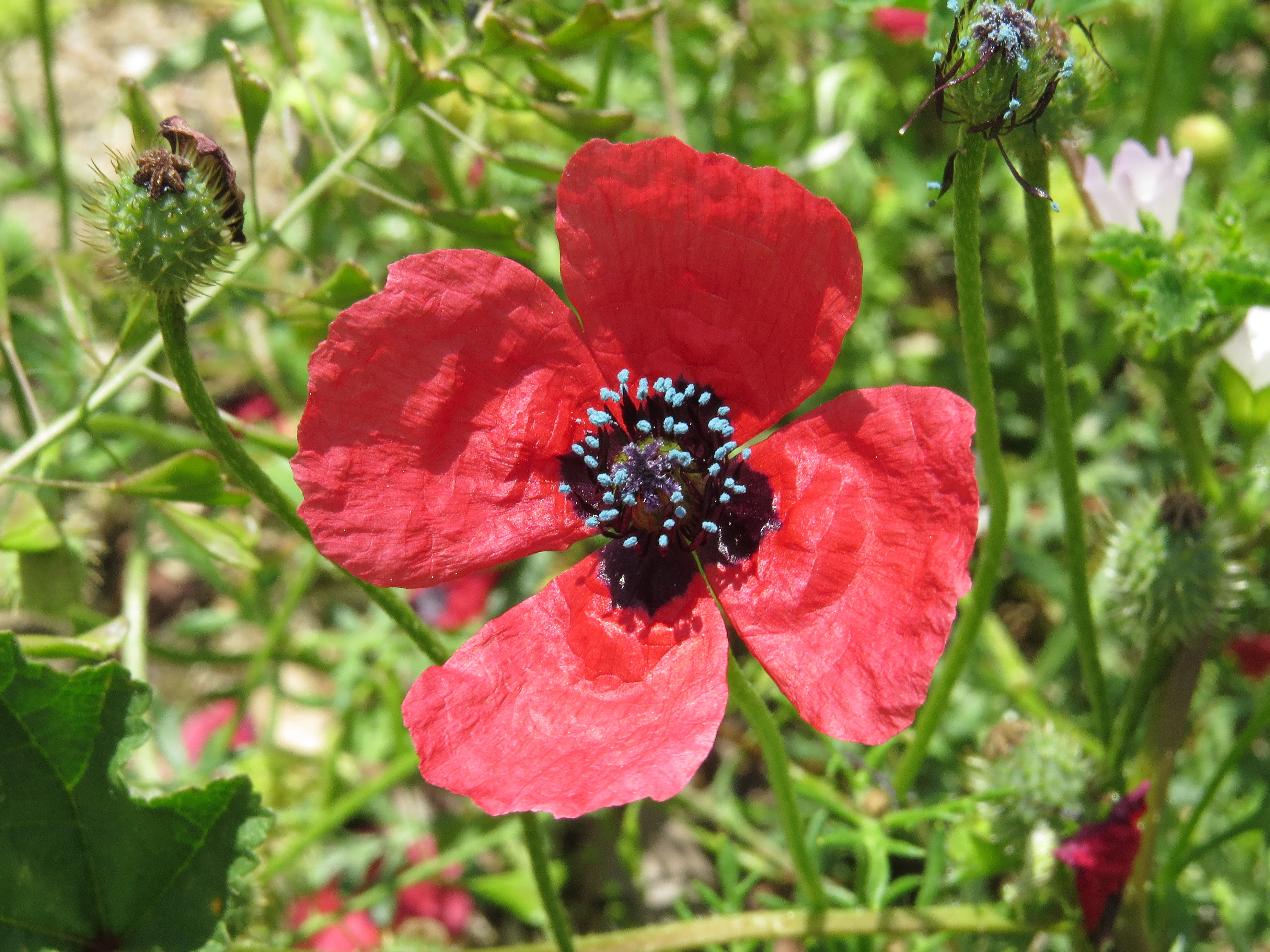
Kwiat
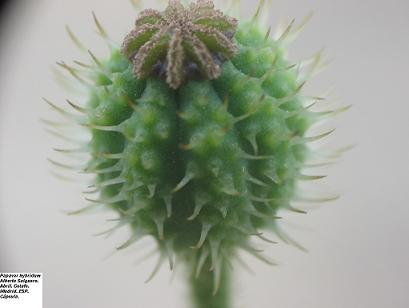
Torebka
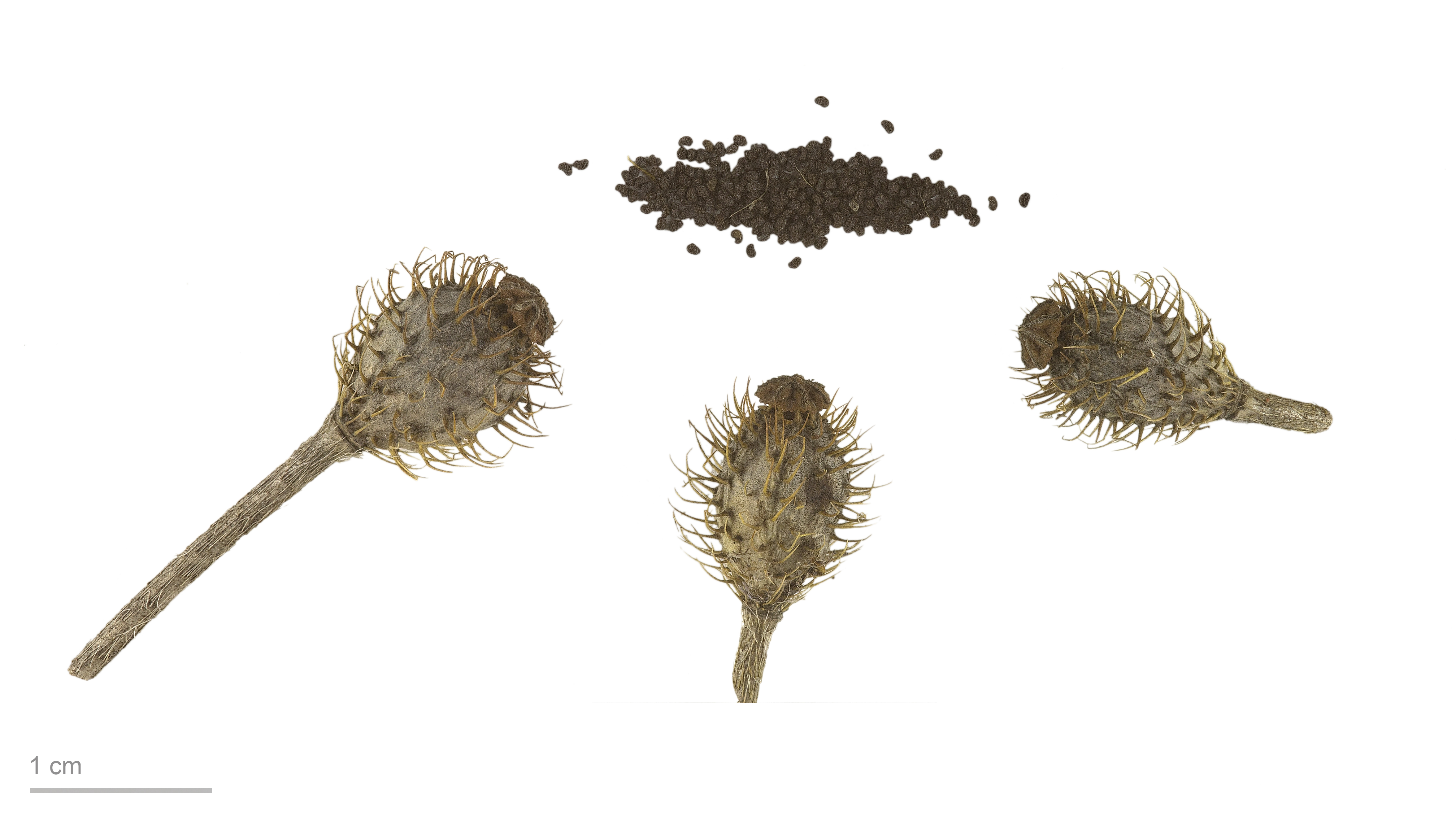
Owoce i nasiona